# Choroba pęcherzykowa świń
Choroba pęcherzykowa świń (łac. morbus vesicularis suum) – wirusowa zakaźna choroba świń charakteryzująca się występowaniem pęcherzyków na kończynach, ryju, błonie śluzowej jamy ustnej, u macior na wymieniu.
W Polsce choroba zwalczana z urzędu, podlega zakazowi szczepień.